# Sint-Agneskerk (huidige kerk Bunde)
De Sint-Agneskerk is een kerkgebouw in Bunde, in de Nederlands Zuid-Limburgse gemeente Meerssen. De kerk is gewijd aan Agnes.

## Geschiedenis
Het kerkgebouw is de opvolger van de oude Sint-Agneskerk die elders in Bunde gesitueerd is.
In 1951 besloot het kerkbestuur om een nieuwe kerk te laten bouwen, omdat de toestand van de oude Sint-Agneskerk steeds slechter geworden was. De gemeente maakte onderwijl plannen voor de modernisering van de dorpskern van Bunde. In dat plan werd er ruimte gereserveerd voor een nieuw gemeentehuis, een nieuw patronaatsgebouw en een nieuw kerkgebouw. De nieuwe kerk kwam hiermee midden in de kern van het dorp te staan.
Tussen 1959-1960 vond de nieuwbouw van de kerk plaats naar het ontwerp van Jos van der Pluijm. De kerk werd zeer functioneel en sober zonder allerlei Roomse opsmuk. Het kreeg een grote ruimte met overal goed zicht op het altaar samen met twee gangen voor het biechten, privé-devotie en een doopkapel.
In 1960 werd de oude Sint-Agneskerk gesloten en ging men te kerke in de nieuwe Sint-Agneskerk.